# Parque de Bagatelle

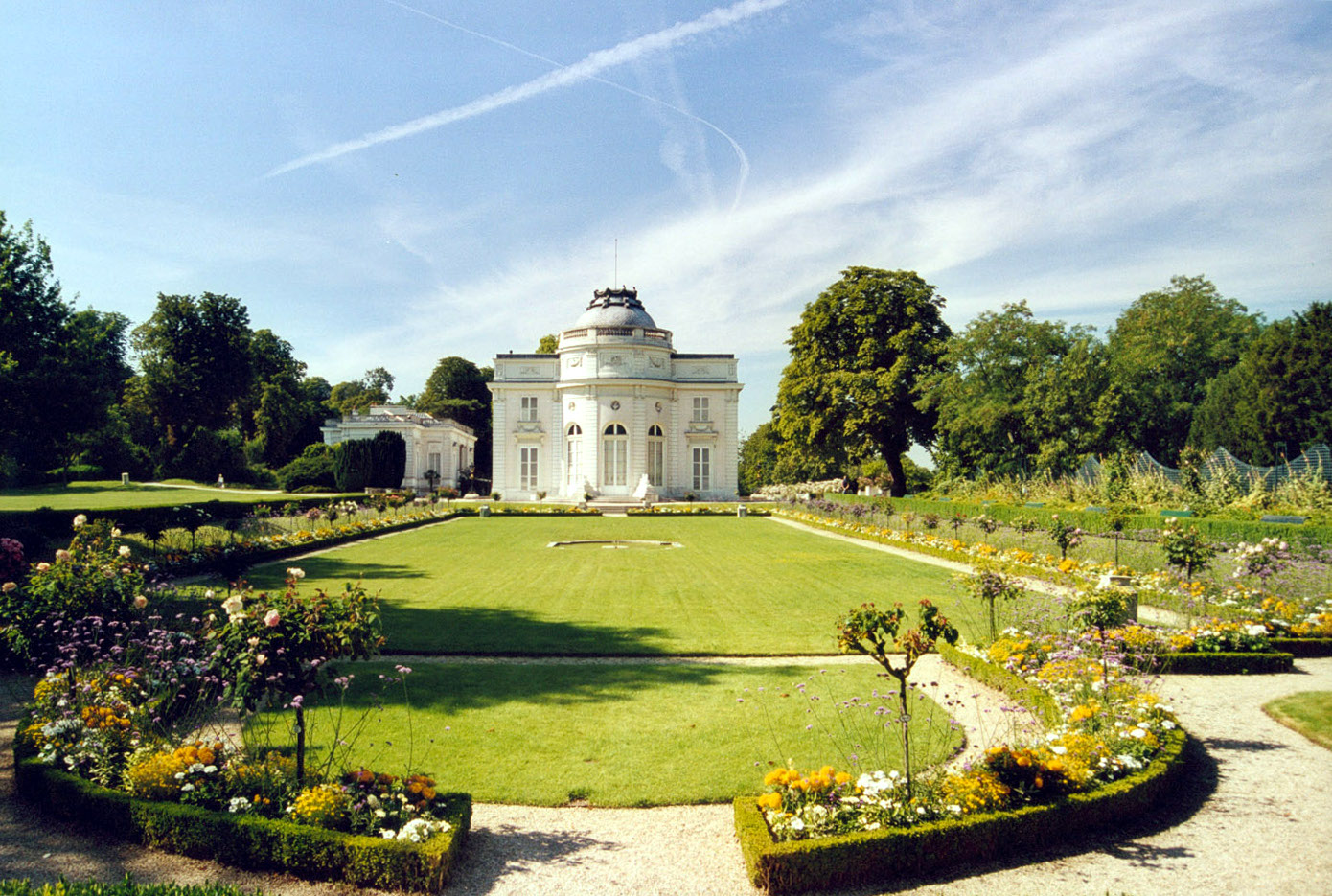
Edificio y parque de Bagatelle.

El Parque de Bagatelle en francés Parc de Bagatelle es un parque municipal y jardín botánico en las afueras de París. Presenta trabajos para la Agenda Internacional para la Conservación en los Jardines Botánicos, su código de identificación internacional como institución botánica es BAGA.

## Localización

Parc de Bagatelle Route de Sevres a Neuilly 75016 París Francia. 48°52′17″N 2°14′50″E / 48.87139, 2.24722
- Teléfono: 33 1 45 01 20 50

Situado en el corazón del bois de Boulogne, en París, es uno de los cuatro polos del Jardin botanique de la Ville de Paris junto con el Jardín de los Invernaderos de Auteuil en el bois de Boulogne, el Parque floral de París y el Arboreto de la escuela de Breuil en el bois de Vincennes.

## Historia

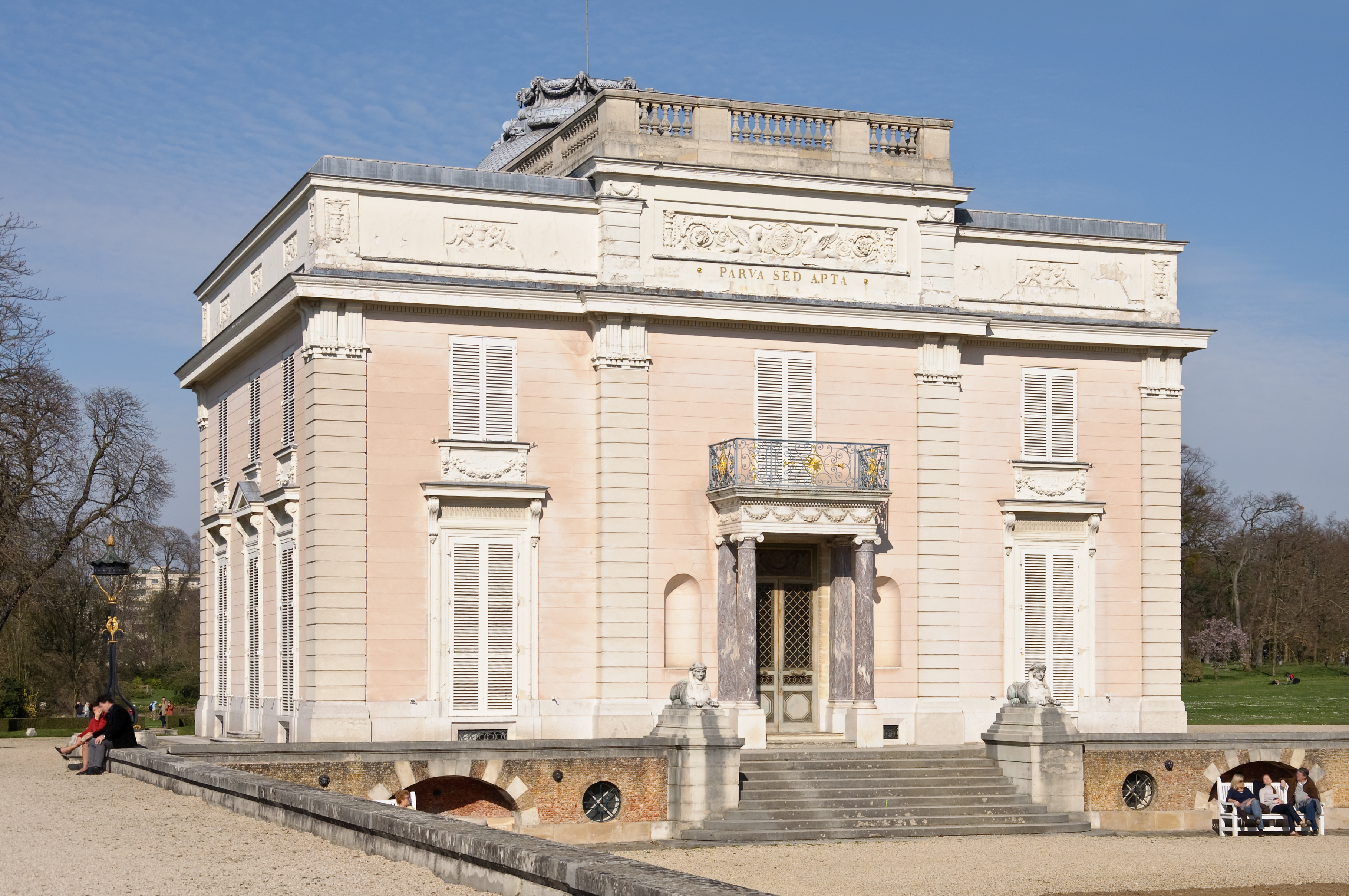
Entrada del castillo de Bagatelle

El parque y el castillo de Bagatelle fueron construidos en solo sesenta y cuatro días, como resultado de una apuesta entre María Antonieta y el Conde de Artois, que recibió el terreno en 1775 de su hermano el rey Luis XVI. Los planos del lugar fueron diseñados por el arquitecto François-Joseph Bélanger y más de novecientos obreros trabajaron para llevarlo a cabo. Thomas Blaikie permitió la realización del jardín en un estilo anglo-chino, muy a la moda en aquella época, que consistía en la incorporación de caminos sinuosos y de elementos teatrales (como las pagodas) a los planos de un jardín inglés. Esta tendencia también era una reacción al rigor geométrico de los jardines a la francesa.
Según Édouard Gourdon, el edificio ordenado por el Conde de Artois fue construido en el lugar donde anteriormente se levantaba el antiguo chalet de Mlle de Charolais, princesa de Borbón-Condé. Su coste de seiscientas mil libras (en lugar de las cien mil estimadas para su construcción) es la razón, según el autor, de que en la corte de María Antonieta le pusieran el nombre de "Folie d’Artois" (que puede ser traducido como la locura de Artois). Después de la Revolución Francesa, éste recibió el nombre de Bagatelle (bagatela, o cosa poco costosa, en español), una referencia irónica a su coste, ya éste había sido muy elevado. La ermita, el laberinto y el belvedere gótico fueron construidos por el duque de Berry.
Después de casi desaparecer bajo la Revolución francesa, el parque fue dotado de una orangerie, de una reja de honor y de establos en 1835, y luego de pabellones de guardia, de un edificio tipo Trianon y de dos terrazas en 1870.
El heredero de la viuda de Sir Richard Wallace (1818-1890), cuyo nombre de soltera era Julie Castelnau y que murió en 1897, vendió el terreno a la ciudad de París en 1904, fecha de creación del parque público.

## Colecciones
Colecciones Ex situ:
- Rosaleda con 1,200 cultivares,
- Bulbos con 255 cultivares,
- Iris con 330 taxones,

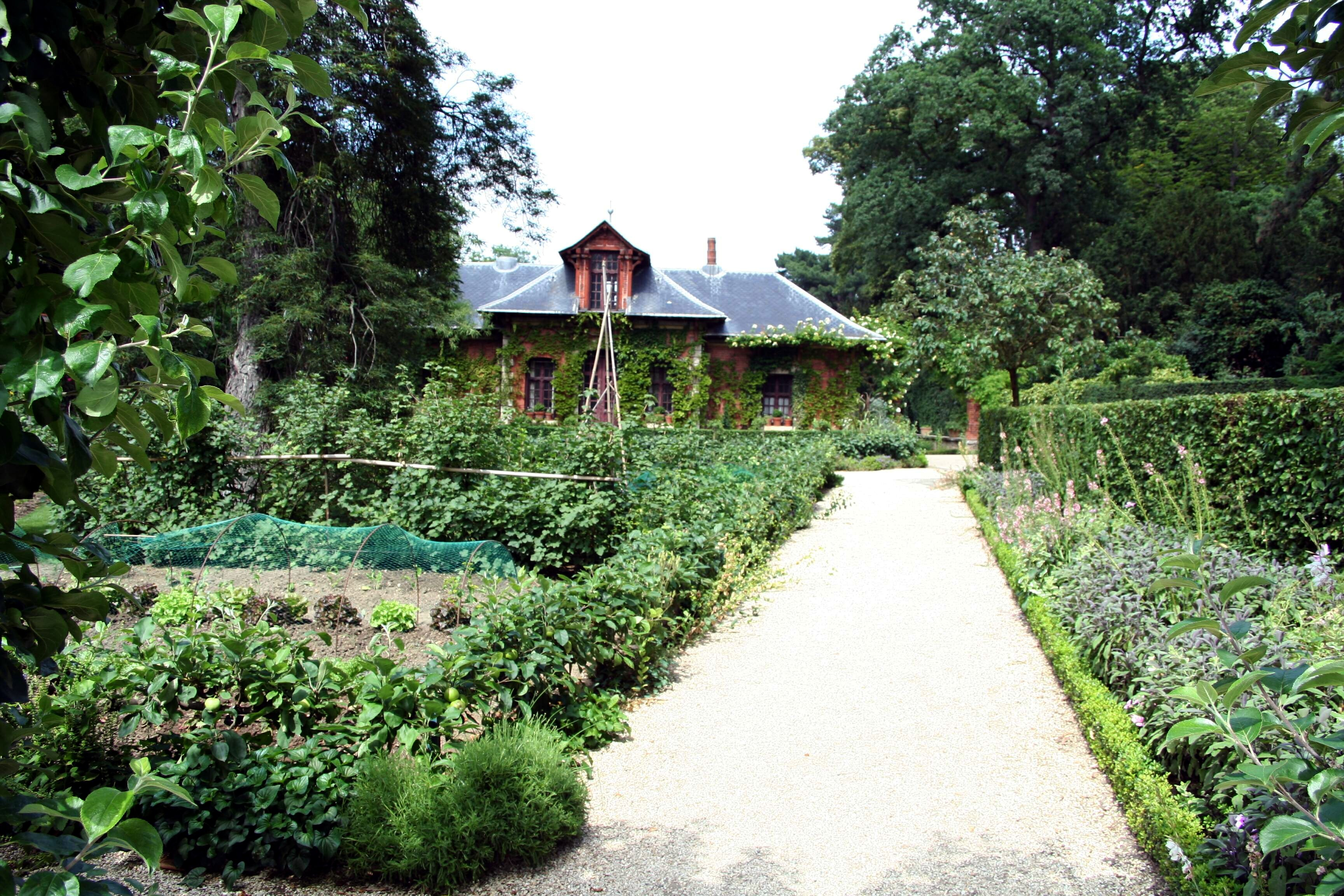
« Potager de Bagatelle » Huerto de Bagatelle.

- Pelargonium con 87 subespecies y 50 cultivares,
- Huerto con 130 subespecies de Berzas,
- Nymphaea 75 cultivares,
- Paeonias 154 taxones,
- Aster con 103 cultivares..